# Rodrigo Melo
Rodrigo Melo, né le 30 juillet 1987 à Goiânia, est un coureur cycliste brésilien. Il a notamment remporté le Tour du Paraná en 2015. 

## Palmarès et résultats

### Palmarès par année
- 2010
  - 5e étape du Torneio de Verão
  - 2e du Torneio de Verão
- 2012
  - 3e de la Prova Ciclística 9 de Julho
- 2013
  - 2e du Circuito Boa Vista
  - 3e de la Prova Ciclística 9 de Julho
- 2014
  - Corrida Antônio Assmar
  - Torneio de Verão :
    - Classement général
    - 4e étape

  - 100 km de Brasília
- 2015
  - 1re étape de la Volta de Goiás
  - Tour du Paraná :
    - Classement général
    - 1re et 2e étapes
- 2017
  - 2e étape du Tour d'Uruguay
  - Prova de São Salvador
  - 3e de la Prova Ciclística 9 de Julho
- 2018
  - 3e étape du Torneio de Verão
  - 2e du Torneio de Verão
  - 2e du Circuito Boa Vista
- 2019
  - Desafio Sesc Verão
- 2020
  - Desafio Sesc Verão
- 2021
  - 4e étape de la Volta de Goiás
- 2022
  - 1re étape de la Volta de Goiás
- 2023
  - 2e du championnat du Brésil sur route
- 2024
  - 6e étape de la Volta de Goiás

### Classements mondiaux
| Année            | 2009 | 2010 | 2011 | 2012 | 2013 | 2014 | 2015 | 2016 | 2017 | 2018 |
| ---------------- | ---- | ---- | ---- | ---- | ---- | ---- | ---- | ---- | ---- | ---- |
| UCI America Tour | 360e |      | 326e | 229e | 134e |      | 37e  |      | 316e | 89e  |